# Banjul
Banjul er hovedstad i den vestafrikanske stat Gambia. Indbyggertallet for selve byen er kun 34.828, men inklusive forstæder bor der 523.589 (2003 folketælling). Byen ligger på St Mary's Island (eller Banjul Island) hvor Gambiafloden løber ud i Atlanterhavet. Banjul er grundlagt af Storbritannien i 1816, som en handelsby. Byen hed dengang Bathurst efter Henry Bathurst, men blev ændret til Banjul i 1973.

## Historie
Briterne grundlagde byen i 1816 som en handelsstation og et udgangspunkt for at nedkæmpe slavehandelen. De gav byen navnet Bathurst efter Henry Bathurst, som var britisk minister for kolonerne. Navnet blev ændret til Banjul i 1973.

### Indbyggertal
| År   | Indbyggere |
| 1963 | 27.809     |
| 1973 | 39.476     |
| 1983 | 44.188     |
| 1993 | 42.326     |
| 2003 | 34.828     |
| 2005 | 34.589     |